# Альбервіль (округ)
Округ Альбервіль (фр. Arrondissement d'Albertville) — округ у Франції, в департаменті Савоя. 2023 року округ об'єднував 69 муніципалітетів, населення становило 112 234 особи.
Адміністративний центр (супрефектура) — Альбервіль.

## Муніципалітети
Список муніципалітетів округу та їхні коди INSEE:
1. Аллонда (73014)
2. Альбервіль (73011)
3. Бозель (73055)
4. Бонвіллар (73048)
5. Бофор-сюр-Дорон (73034)
6. Брид-ле-Бен (73057)
7. Бур-Сен-Морис (73054)
8. Валь-д'Ізер (73304)
9. Вантон (73308)
10. Верран-Арве (73312)
11. Віллар-сюр-Дорон (73317)
12. Віллароже (73323)
13. Гранд-Егбланш (73003)
14. Грезі-сюр-Ізер (73129)
15. Гриньон (73130)
16. Ем-ла-Плань (73006)
17. Ессер-Бле (73110)
18. Жії-сюр-Ізер (73124)
19. Кеж (73211)
20. Клері (73086)
21. Коенно (73088)
22. Кре-Волан (73094)
23. Куршевель (73227)
24. Ла-Баті (73032)
25. Ла-Ж'єтта (73123)
26. Ла-Лешер (73187)
27. Ла-Плань-Тарантез (73150)
28. Ландрі (73142)
29. Ле-Бельвіль (73257)
30. Ле-Шапель (73077)
31. Лез-Аванше-Вальморель (73024)
32. Лез-Аллю (73015)
33. Марто (73153)
34. Меркюрі (73154)
35. Монвалезан (73176)
36. Монтаєр (73162)
37. Монтаньї (73161)
38. Монтьйон (73170)
39. Мутьє (73181)
40. Нотр-Дам-де-Белькомб (73186)
41. Нотр-Дам-де-Мільєр (73188)
42. Нотр-Дам-дю-Пре (73190)
43. Откур (73131)
44. Отлюс (73132)
45. Паллю (73196)
46. Пезе-Нанкруа (73197)
47. Плане (73201)
48. Планшрин (73202)
49. Пралоньян-ла-Вануаз (73206)
50. Роньє (73216)
51. Сален-Фонтен (73284)
52. Севен (73063)
53. Сее (73285)
54. Сезарш (73061)
55. Сен-Віталь (73283)
56. Сен-Марсель (73253)
57. Сен-Нікола-ла-Шапель (73262)
58. Сен-Поль-сюр-Ізер (73268)
59. Сент-Елен-сюр-Ізер (73241)
60. Сент-Фуа-Тарантез (73232)
61. Тенезоль (73292)
62. Тінь (73296)
63. Тур-ан-Савуа (73298)
64. Турнон (73297)
65. Фессон-сюр-Сален (73113)
66. Флюме (73114)
67. Фронтене (73121)
68. Шампаньї-ан-Вануаз (73071)
69. Южин (73303)